# Treimischer Teiche

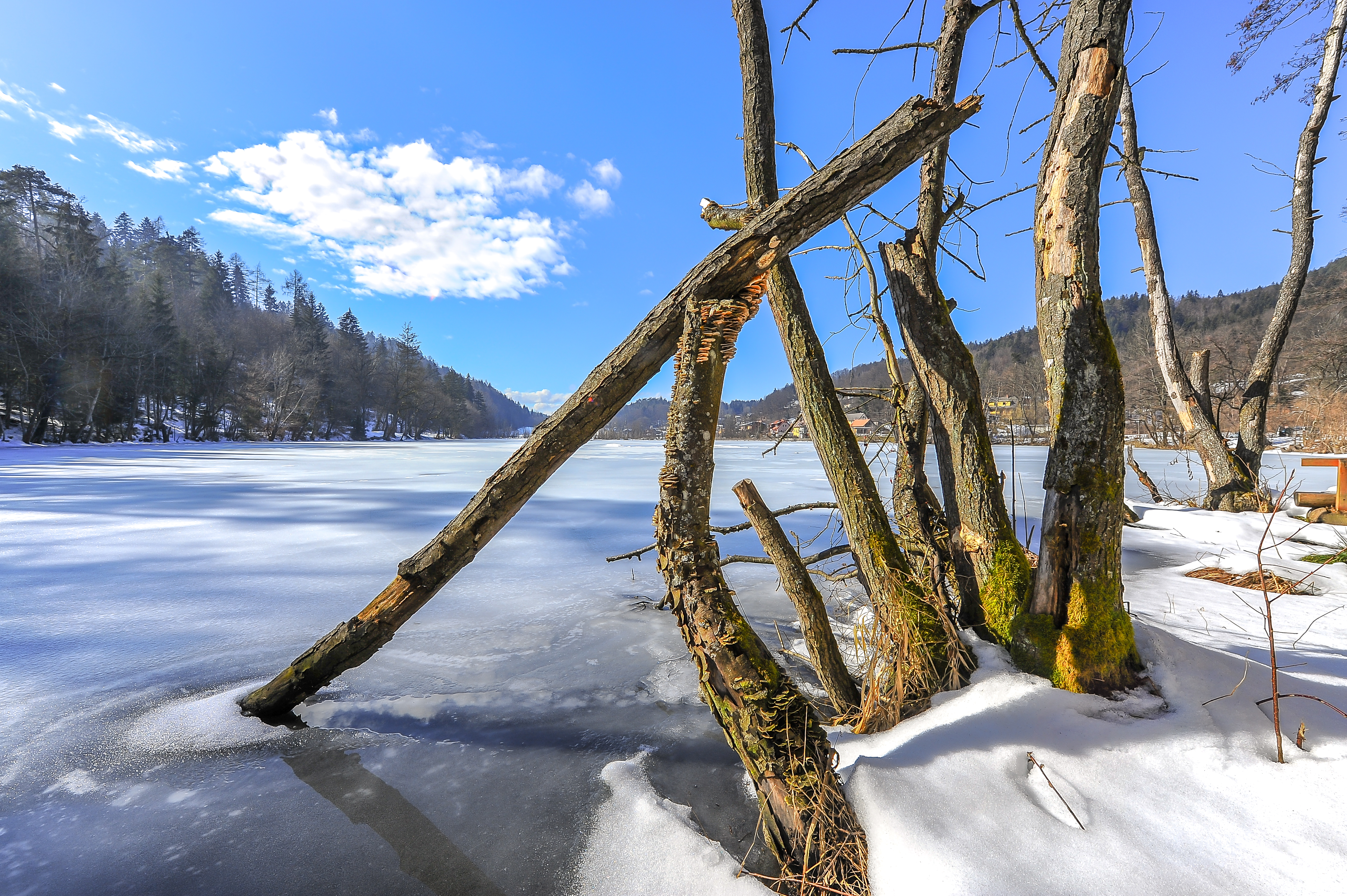
Treimischer Teich

Die Treimischer Teiche sind drei künstlich angelegte Teiche nahe dem Stift Viktring auf dem Stadtgebiet von Klagenfurt am Wörthersee (Kärnten). Sie liegen im Landschaftsschutzgebiet Treimischer Teich.
Im Zuge des GEO-Tages der Artenvielfalt 2005 konnten am 10./11. Juni 2005 im Gebiet der Teiche und des angrenzenden Stiftes 1523 Tier- und Pflanzenarten nachgewiesen werden.

## Treimischer Teich
Der größte der Teiche ist der Treimischer Teich, oder Großer Treimischer Teich. Er ist rund vier Hektar groß und entstand durch den Aufstau des sogenannten Keutschacher oder Viktringer Baches als Fischteich des Stiftes. Seine maximale Tiefe beträgt 2,5 m. Im Westen des Teiches befindet sich eine ausgedehnte Schilfzone. Im Osten und Süden liegen Waldflächen, diese Uferbereiche werden intensiv als Naherholungsgebiet genutzt. Am Nordufer verläuft die Keutschacher Straße.
Das Wasser ist nährstoffreich, damit auch reich an Plankton. Die wichtigsten Vertreter des pflanzlichen Planktons sind die Gattungen Dinobryon, Rhodomonas, Cryptomonas, Cyclotella und Synedra. Der Teich ist fischreich und als Angelgewässer beliebt.
Der Teich besitzt eine starke Unterwasservegetation, es dominieren Laichkräuter, Tausendblatt, Seerosen, Teichrosen und Froschlöffel. Eine Besonderheit ist die Wassernuss (Trapa natans) hier und im Kleinen Teich. Neben dem Fischreichtum ist die Malermuschel (Unio pictorum) erwähnenswert.

### Unwetter 2023

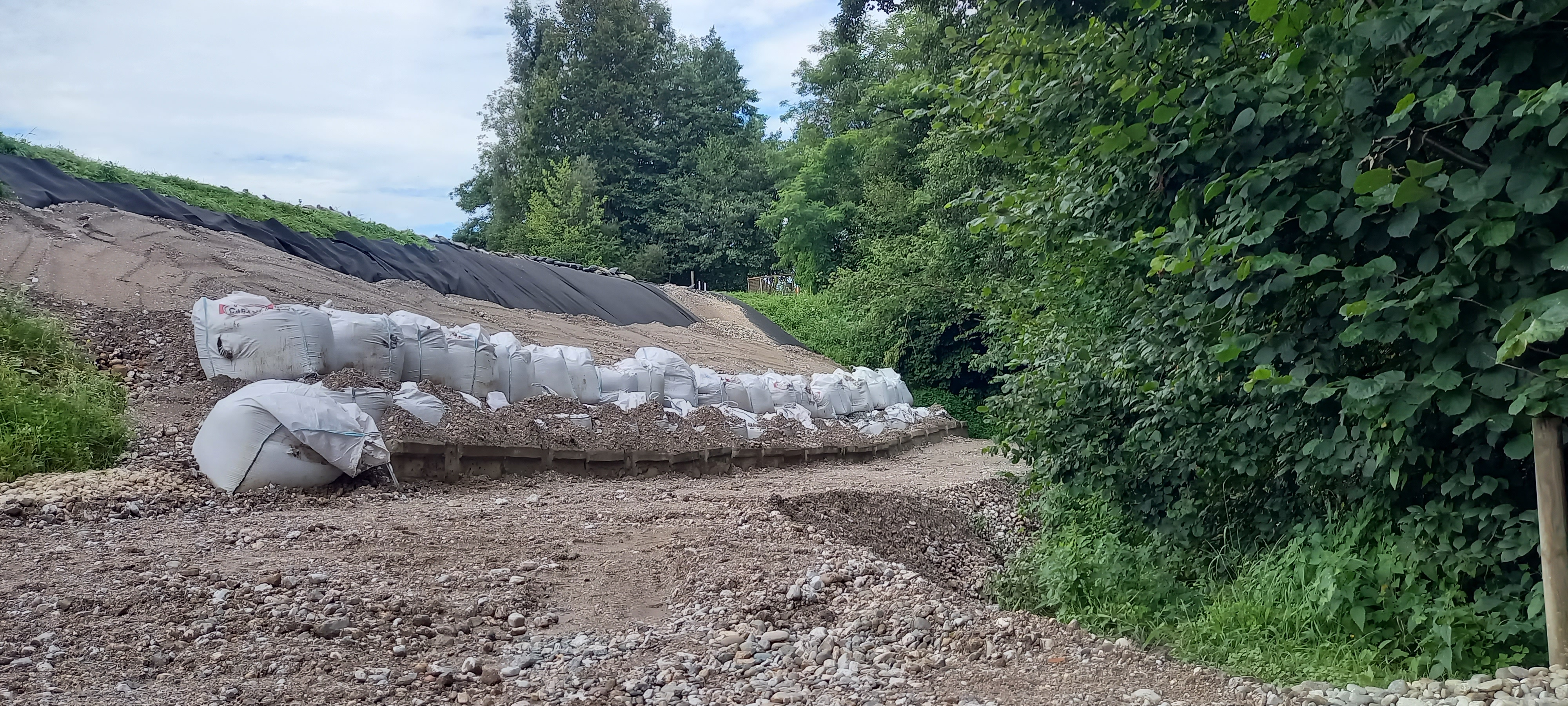
Verstärkung beim Unwetter 2023

Beim Unwetter in Österreich und Slowenien 2023 wurde der Damm überspült, es bestand die Gefahr eines Dammbruchs mit gravierenden Folgen für den Stadtteil Viktring. Zur Entlastung musste große Wassermengen abgelassen werden, weshalb der Viktringer Bach (der in seinem Unterlauf auch Rekabach heißt) über seine Ufer trat und zahlreiche Keller entlang seines Laufes flutete. In weiterer Folge wurde der Damm provisorisch verstärkt.

## Fabriksteich und Alter Teich
Diese beide Teiche liegen unmittelbar westlich der Stiftsgebäude in einem Waldgebiet. Der Fabriksteich ist weitgehend verlandet und von Schilf- und Verlandungszonen umgeben. Diese fehlen beim größeren Alten oder Kleinen Treimischer Teich. Beide Teiche sind großteils von Erlen und Buchen umstanden und werden intensiv als Naherholungsgebiet genutzt. Rund um den Alten Teich unterhielt die Stadt Klagenfurt einen Fitnessparcour („Merkurmeile“), der zuletzt 2015 erneuert wurde. Ende 2021 wurde der Pachtvertrag seitens des Grundbesitzers nicht mehr verlängert.

## Umgebende Flächen
Die Waldflächen rund um die Teiche sind laubbaumreich, auch die Bestände im Westen des Landschaftsschutzgebietes am Hangfuß und Unterhangbereich sind vorwiegend Laubwald. Der Rest wird von Fichtenwald dominiert.

## Landschaftsschutzgebiet
Das Gebiet der Treimischer Teiche ist seit 1970 ein Landschaftsschutzgebiet (LGBl. Nr. 70/1970), umfasst 26 Hektar und liegt zur Gänze auf dem Gebiet der Stadtgemeinde Klagenfurt am Wörthersee.

## Belege
- Josef Knappinger, Ernst Woschitz: Natur in Klagenfurt. Naturdenkmäler und Schutzgebiete der Landeshauptstadt. Johannes Heyn, Klagenfurt 2010, ISBN 978-3-7084-0382-3, S. 61ff.